# Tiexi, Anshan
Tiexi är ett stadsdistrikt i Anshan i Liaoning-provinsen i nordöstra Kina. Det ligger omkring 85 kilometer sydväst om provinshuvudstaden Shenyang. 
1. ↑  http://www.geohive.com/cntry/cn-21.aspx